# Invandring och mörkläggning
Invandring och mörkläggning – En saklig rapport från en förryckt tid är en bok av Karl-Olov Arnstberg och Gunnar Sandelin, utgiven 2013 på det egna förlaget Debattförlaget.

## Omslag
Bokens omslag visar en gul giraff med blå fläckar.

## Mottagande

### Annonsen
Boken annonserades i Dagens Nyheter med en helsidesannons, vilket flera andra medier uppmärksammade.
Flera debattörer kritiserade att DN hade tillåtit en annons för boken i tidningen. DN:s chefredaktör Peter Wolodarski försvarade att tidningens generösa annonspolicy även omfattade ståndpunkter som var skilda från DN:s, och att denna princip var viktig med tanke på tidningens dominerande ställning i debatten. Han sade att "det är principiellt rätt att publicera annonsen, och det påverkas egentligen inte av hur många som är för eller emot".
Svenskt Näringsliv och tankesmedjan Fores köpte en motannons i helsida i DN till kostnaden 115 000 kronor exklusive moms.
Reklamombudsmannen fick över 50 anmälningar om annonsen.[uppföljning saknas]

### Bibliotek
Vissa bibliotek plockade bort boken från sina hyllor då de menade att boken stred mot bibliotekets värdegrund. Vällingby bibliotek valde istället att lyfta fram boken tillsammans med en bok med ett annat perspektiv och med motiveringen att bibliotek ska verka för fri åsiktsbildning och informationsfrihet. Den ansvarige bibliotekarien sade att "Det rör sig om böcker som diskuterar aktuella och brännande politiska frågor. Alla sidor ska komma till tals. Man ska kunna bilda sig en uppfattning, oberoende av vilken sida man sympatiserar med."

### Recensioner
Dan Korn skrev i Neo att boken till största delen var "en kommenterad antologi av de senaste årens debatt [...] där mycket är gammalt och bekant" och att den från många synpunkter var en besvikelse. Han skrev också att det var lätt att hålla med författarna i mycket: "Det gäller när de beskriver den aningslösa naivitet som myndigheter, politiker och medier ger prov på. Det gäller också när de fullständigt klär av en del akademiker som har svårt att skilja på vetenskap och ideologi."

## Uppföljning
Den fjärde upplagan av boken är fritt tillgänglig (CC BY-ND) för nedladdning.
Författarna gav 2014 ut uppföljaren Invandring och mörkläggning II – Fördjupningar och förklaringar.